# Dirka po Franciji 1952
| Mesto | Ime           | Država   | Čas          |
| ----- | ------------- | -------- | ------------ |
| 1     | Fausto Coppi  | Italija  | 151h 57' 20" |
| 2     | Stan Ockers   | Belgija  | 28' 17"      |
| 3     | Bernardo Ruiz | Španija  | 34' 38"      |
| 4     | Gino Bartali  | Italija  | 35' 25"      |
| 5     | Jean Robic    | Francija | 35' 36"      |

Dirka po Franciji 1952 je bila 39. dirka po Franciji, ki je potekala leta 1952.

## Pregled
| Kategorije                          | Podatki       |
| ----------------------------------- | ------------- |
| Začetek-konec                       | Brest - Pariz |
| Dolžina (km)                        | 4.898         |
| Število etap                        | 23            |
| Povprečna hitrost zmagovalca (km/h) | 32,233        |
| Kolesarjev                          | 122           |
| Tekmo končalo                       | 78            |